# Marco Filippeschi
Marco Filippeschi (n. 2 iulie 1960, Fauglia, Toscana, Italia) este un politician italian.